# Blokhauz

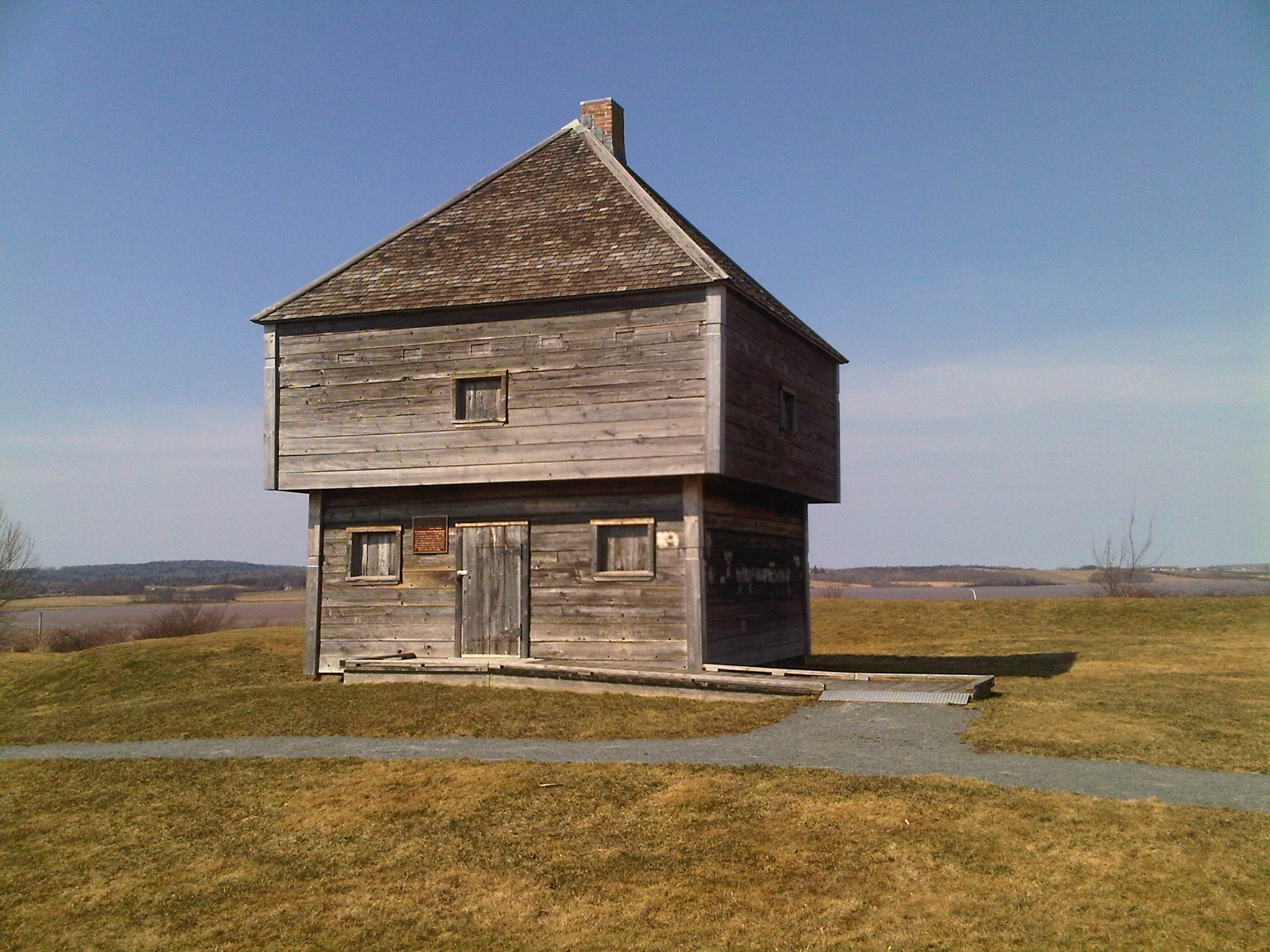
Najstarszy w Ameryce Północnej blokhauz wybudowany w 1750 r.

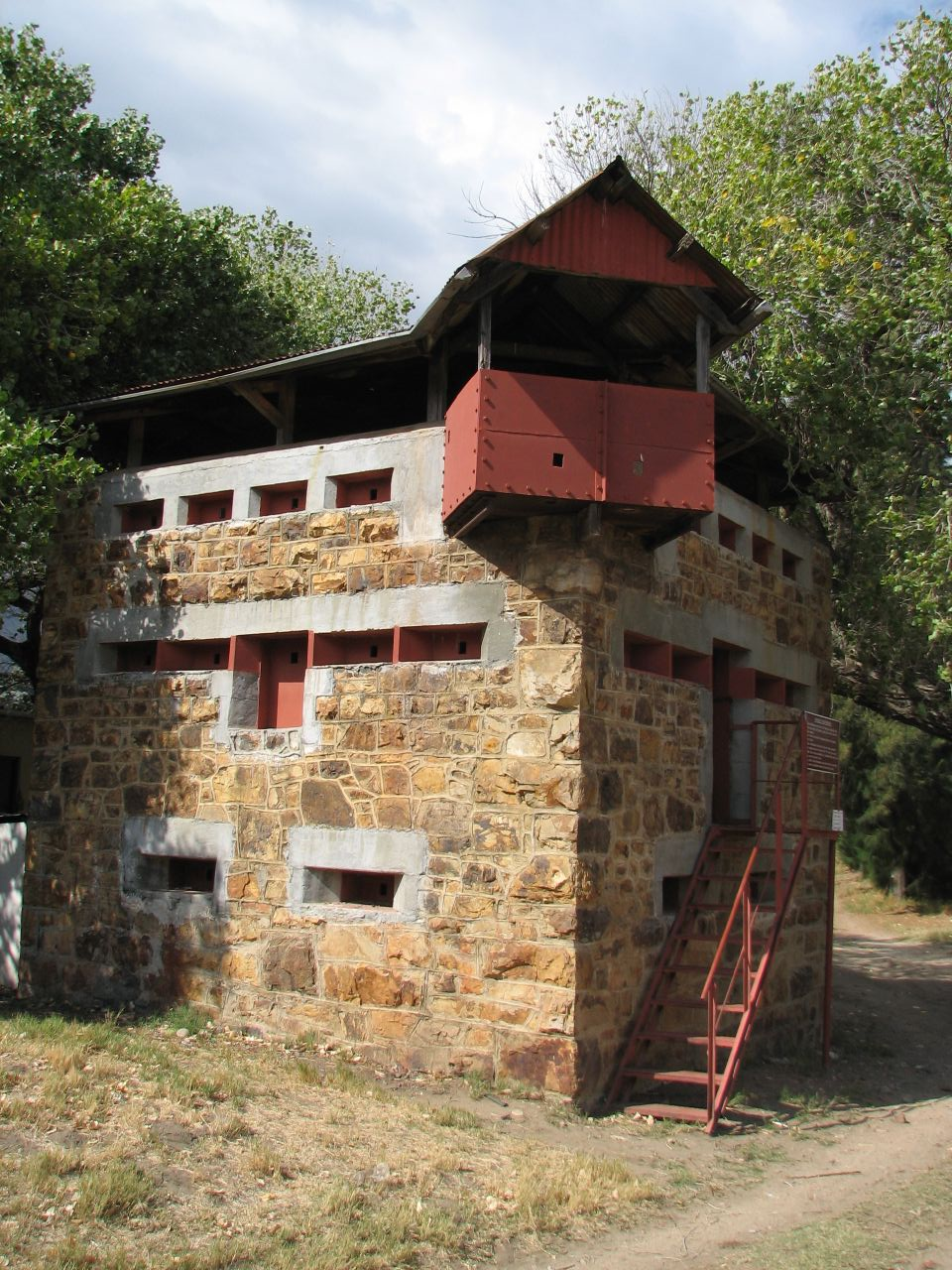
Południowa Afryka – blokhauz zbudowany w czasie II wojny burskiej przez wojska brytyjskie.

Blokhauz lub blokhaus (niem. Blockhaus; Block „blokada”; Haus „dom”) – niewielka wojskowa, ufortyfikowana budowla pełniąca funkcję schronu bojowego ze strzelnicami, służąca jako ostateczny punkt oporu.
Budowano go m.in. wewnątrz redut i lunet. Stosowany był do ochrony mostów, tuneli, przejść i innych ważnych punktów strategicznych.  Samodzielne blokhauzy były również wykorzystywane w terenach słabo zaludnionych, szczególnie w czasie wojen kolonialnych.